# Pierre Burtin
Pour les articles homonymes, voir Burtin.
Pierre Burtin (1874-1905) est un officier français. Chef de compagnie dans l'armée impériale russe, il fut tué au combat lors de la guerre russo-japonaise.

## Biographie
Fils de Ferdinand Burtin, Marie Pierre Augustin Burtin naît le 28 juin 1874, à Metz, ville annexée à l'Empire allemand. En 1881, la famille quitte Metz pour s'installer à Pont-à-Mousson, laissant l’aîné, Paul (né en 1863), gérer la pâtisserie familiale.
En 1884, le jeune Pierre est inscrit au collège de Pont-à-Mousson. À l'âge de 16 ans, Pierre passe l'examen d'entrée d'une classe préparatoire au lycée de Dunkerque, afin de préparer l'entrée à l'École navale, mais ne réussit pas le concours. Il entre alors au lycée Saint-Sigisbert de Nancy, obtenant son diplôme de fin d'étude en 1894.
Le 26 octobre 1895, Burtin réussit à intégrer l’École militaire de Saint-Cyr. Après sa formation, l'aspirant est promu sous-lieutenant le 1er octobre 1897. Il est affecté au 159e Régiment d’infanterie alpine, à Briançon. 
Dans ce régiment, le « grand blond à la barbe rousse » gagne le respect de ses collègues et de ses subordonnés. Le 1er octobre 1899, Burtin est promu lieutenant. En février 1900, il est transféré au 36e régiment d'infanterie de ligne à Paris, mais quelques mois plus tard, il demande à être muté sur la frontière allemande, près de Belfort. De juillet 1901 à janvier 1902, il suit un stage d'instruction militaire, puis dépose une demande de mutation en Afrique.
Le 10 mars 1902, Burtin est transféré au 4e régiment de tirailleurs tunisiens, situé à Sousse, en Tunisie. Arrivé au mois de mai de la même année dans un nouveau lieu d'affectation, il est nommé commandant d'une compagnie disciplinaire de la ville de Sidi El Hani. Pendant 8 mois, il apprend l'arabe et passe un examen d'État. En novembre 1903, il revient à Sousse.
En février 1904, la Guerre russo-japonaise ayant été déclarée, Burtin, qui rêvait d'actes héroïques, décide de rejoindre l'Armée impériale russe sur le théâtre des opérations. Lors d'une permission à Paris, il tente, sans succès, d'être temporairement détaché, et envoyé en mission en Russie. De retour au régiment, il demande un congé sabbatique de trois ans « pour des raisons de convenances personnelles ». Il est transféré au 62e régiment d'infanterie. Sa requête de congé sabbatique est finalement acceptée. Il quitte la Tunisie le 31 août 1904. Le 20 septembre 1904, muni d'une lettre de recommandation du général Lucien Cardot (1838-1920), adressée au général Kuropatkine, Burtin quitte la France.
Arrivé à Saint-Pétersbourg, Burtin tente en vain d'obtenir un laissez-passer pour la Mandchourie. À la mi-octobre, il se rend volontairement à Irkoutsk, puis à Harbin, où il tente, également sans succès, de rencontrer le général Kuropatkin. Début novembre, il se rend à Mukden, en Mandchourie du Sud, où il rencontre enfin le chef de la mission militaire française, le général Silvestre. Celui-ci le réprimande pour « conduite téméraire et séjour illégal à Mukden ». Sur recommandation du lieutenant-colonel Apushkin, Burtin se fait recevoir par le général Pavel Michtchenko, qui accepte finalement de l’intégrer aux troupes tsaristes.
Le 24 novembre 1904, le lieutenant Burtin est rattaché à la 2e centurie du 1er régiment de Verkhneudinsk de l'armée cosaque de Transbaïkalie, avec le grade de Sotnik, soit « lieutenant cosaque ». Trois officiers russes parlant français, il en profite pour apprendre le russe et parfaire son instruction militaire.
À la mi-décembre, il participe à un raid de reconnaissance de neuf jours. Le 7 janvier 1905, un détachement du général Michtchenko, comprenant la compagnie de Burtin, reçoit l'ordre de faire une descente sur Yingkou. Le 10 janvier 1905, au passage de la rivière Hunhe, près du village de Kuleshe, Pierre Burtin repousse une première attaque japonaise. Il reçoit l'ordre de contre-attaquer, ce qu'il fait à la tête de ses cosaques. Touché par une balle lors de la charge, Burtin est désarçonné, mais son pied étant resté coincé dans l'étrier, il est traîné par son cheval, avant de recevoir plusieurs balles japonaises, dans la tête, la poitrine et les deux jambes. 
Le corps de Burtin fut enterré, avec les honneurs militaires, le 11 janvier 1905, près du village de Ladyavoz, en Mandchourie.

## Hommage posthume
Un hommage posthume fut rendu par le prince russe Nikolaï Vadbolski (1869—1945) et la nouvelle de sa mort provoqua une vague de publications dans la presse française, et la presse russe, où le « meilleur fils de la France » fut honoré. En 1907, un monument en bronze fut érigé à La Goulette, en l'honneur de Burtin.